# Innocent Until Caught 2: Presumed Guilty
Innocent Until Caught 2: Presumed Guilty (souvent abrégé en Guilty) est un jeu vidéo aventure développé par Divide By Zero et édité par Psygnosis en 1995 sous DOS. Il s'agit de la suite de Innocent Until Caught.

## Synopsis
Jack T. Ladd, criminel recherché, a été capturé par Ysanne Andropath, policière. Alors qu'elle va le ramener en prison, Jack parvient à saboter son vaisseau et ils s'échouent sur une planète. Ils seront alors forcés de travailler ensemble pour repartir...

## Système de jeu
Jeu d'aventure en pointer-et-cliquer au fonctionnement assez basique, on peut cependant décider d'incarner soit Jack soit Ysanne, ce qui amène à des énigmes et une évolution scénaristique différente.

## Accueil
- PC Team : 85 %[1]